# Японский концертный тур Led Zeppelin 1971 года
Концертный тур группы Led Zeppelin проходивший осенью 1971 года на территории Японии, в период с 23 по 29 сентября. Это был один из первых гастрольных туров западных рок-групп в этой стране .

## История
27 сентября Led Zeppelin отыграли благотворительный концерт в Хиросиме, посвящённый памяти жертв атомной бомбардировки 1945 года. В знак признательности мэр города вручил группе благодарственное письмо и медаль «За защиту мира».
На концерте в Токио между Робертом Плантом и Джоном Бонэмом произошла ссора. Группа решала что сыграть «на бис». Однако, вокалист заявил, что не может больше петь, так как у него «нет голоса». Барабанщик возразил ему: «Раньше это никогда никого не волновало. В любом случае, ты никуда не годишься. Просто выходи и постарайся смотреться хорошо». После чего Плант ударил его по лицу. Тем не менее, по словам вокалиста, они всё равно остались друзьями и «никогда не держали друг на друга зла».
Во время японского турне поведение Бонэма становилось всё более непредсказуемым. Когда японский промоутер Тацу Нагасима отвёл музыкантов в «самый элегантный токийский ресторан», ударник огорчился, что саке подают в маленьких чашечках, потребовав «пивную кружку или какой-нибудь ковш». Той же ночью во время посещения дискотеки Byblos, Бонэм выразил своё недовольство местной музыкой — помочившись с балкона на диск-жокея. После этого его пытались затащить в такси, но в итоге бросили отсыпаться прямо на улице. На следующий день пьяный барабанщик, вместе с гастрольным менеджером группы Ричардом Коулом, изрубили свои гостиничные номера самурайскими мечами, после чего отель «Токио Хилтон» пожизненно отказал Led Zeppelin в обслуживание.
По настоянию японского лейбла Warner Pioneer, дочерней компании Atlantic Records, концерты были записаны на аудиоплёнку. Однако Пейдж счёл качество звука настолько плохим, что решил стереть записи и использовать плёнку повторно.

## Сет-лист
Практически на всех концертах список композиций состоял из следующих песен:
1. «Immigrant Song»
2. «Heartbreaker» (Джон Бонэм, Джимми Пейдж, Роберт Плант)
3. «Since I’ve Been Loving You» (Пейдж, Плант, Джон Пол Джонс)
4. «Out on the Tiles» (вступление) (Пейдж, Плант, Бонэм) / «Black Dog» (Пейдж, Плант, Джонс)
5. «Dazed and Confused» (Пейдж)
6. «Stairway to Heaven» (Пейдж, Плант)
7. «Celebration Day» (Пейдж, Плант, Джонс)
8. «Bron-Yr-Aur Stomp» (Пейдж, Плант, Джонс) (только 23 и 28 сентября)
9. «That’s the Way» (Пейдж, Плант)
10. «Going to California» (Пейдж, Плант)
11. «Tangerine» (Пейдж)
12. «What Is and What Should Never Be» (Пейдж, Плант)
13. «Moby Dick» (Бонэм)
14. «Whole Lotta Love» (Пейдж, Плант, Бонэм, Джонс, Вилли Диксон)

Выходы «на бис» (вариации):
- «Thank You» (только 24 и 29 сентября)
- «Communication Breakdown» (Пейдж, Плант, Бонэм)
- «Rock and Roll» (Пейдж, Плант, Бонэм, Джонс) (только 29 сентября)

На протяжении гастролей в сет-листе происходили некоторые изменения в чередовании песен, а также замены композиций. 24 сентября единственный раз была исполнена «Your Time Is Gonna Come» в составе попурри композиции «Whole Lotta Love», которое выглядело примерно так: «Whole Lotta Love»/«Boogie Chillen’»/«Cocaine Blues»/«Rave On»/«Your Time Is Gonna Come»/«I’m a Man»/«The Hunter»/«Hello Mary Lou»/«Oh, Pretty Woman»/«How Many More Times».
Во время этого турне состоялось единственное известное «живое» исполнение песни «Friends» — во время шоу Осаке 29 сентября 1971 года. Впоследствии запись с этого концерта фигурировала на нескольких бутлегах.

## Расписание концертов
| Дата             | Город    | Страна | Место                                |
| ---------------- | -------- | ------ | ------------------------------------ |
| 23 сентября 1971 | Токио    | Япония | Ниппон Будокан                       |
| 24 сентября 1971 | Токио    | Япония | Ниппон Будокан                       |
| 27 сентября 1971 | Хиросима | Япония | Спортивный центр префектуры Хиросима |
| 28 сентября 1971 | Осака    | Япония | Festival Hall                        |
| 29 сентября 1971 | Осака    | Япония | Festival Hall                        |